# Аль-Абна
Аль-Абна (араб. الأبناء, досл. «сини») — термін, який використовувався в доісламському та ранньому ісламському Ємені для позначення нащадків іранських солдатів, які одружилися з місцевими арабськими жінками на півдні Аравії після її завоювання. Іранською імперією Сасанідів. Сасанідські іранські війська були розміщені в Сані та її прилеглих регіонах після сасанідського іранського відвоювання Ємену з Аксумської Ефіопської імперії в 570-х роках нашої ери. Їхні лідери в основному прийняли іслам після піднесення Мухаммеда і брали активну участь у ранніх мусульманських конфліктах.

## Етимологія
Згідно з коментарем арабського історика X століття Абу аль-Фараджа аль-Ісфахані до поеми « Кітаб аль-Агані », цих людей до цього часу називали бану аль-ахрар (араб. بنو الأحرار, досл. «сини вільних людей») у Сані та як al-abnāʾ ( арабська الأبناء, досл. «сини») в решті Ємену .  Назви (цих людей) були визначені такими завдяки розповіді, у якій йшлося про сильний шторм, який обрушився на стародавній Ємен, і виявив напис на камені, який стверджував: «Хто править Дхамаром ? Хімір Добрий. Хто править Дхамаром? Злі абіссінці . Хто править Дхамаром? Вільні перси ». Кажуть, що подібний кам’яний напис був знайдений під Каабою в доісламські часи . 

## Історія
Відома історія народу Аль-Абна охоплює період між аксумсько-перськими війнами в 6 столітті та піднесенням ісламу в 7 столітті. Невідомо, чи громада зберегла практики зороастризму з Ірану, чи вони зазнали впливу південноаравійського язичництва та місцевого християнства . Мусульманський вчений 9/10 століття аль-Табарі стверджує, що Хурра Хосров, четвертий сасанідський губернатор Ємену, був замінений губернатором Баданом під час правління Хосрова II через надмірну асиміляцію першого місцевим арабським населенням. 
Під час візантійсько-сасанідської війни 602–628 рр . влада сасанидських намісників Ємену була знижена; цей конфлікт збігся з розквітом ісламу. Сасанідські лідери в Ємені, включаючи Бадана, Файруза аль-Дайламі та Вахба ібн Мунаббіха, прихильно відгукнулися на дипломатичні місії, надіслані Мухаммедом, і офіційно прийняли іслам до 631 року. Після смерті Бадхана його син Шахр замінив його на посаді губернатора, але був убитий непокірним Аль-Асвадом Аль-Ансі, який проголошував себе пророком під час воєн Рідда . Пізніше Аль-Асвад був убитий Файрузом, який обійняв посаду губернатора Ємену. Після цього Гайт ібн Абд Ягут повстає, і цього разу проти самих аль-Абна, домагаючись їх вигнання з Аравійського півострова . Dādawayh ( دادويه ), лідер аль-Абна, був убитий, тоді як Файруз аль-Дайламі та Джушнас (Гушнасп) зуміли втекти зі своїми союзниками, а пізніше перемогли Гайта ібн Абд Ягута. Файруз аль-Дайламі та абна пізніше діяли на родючому півмісяці та Ємені за халіфа Умара під час Другої війни Рідда . 
Абна зберегли свою особливу ідентичність протягом ісламського періоду. Їх нісба (буквально "атрибуція, етнічний зв'язок") була аль-Абнаві ( الأبناوي ). Ці люди поступово були поглинені місцевим населенням і таким чином зникли з записів.  Нащадки аль-Абна' живуть у селі аль-Фурс у Ваді Ріджам, селі аль-Абна' у Ваді аль-Сір в районі Бані-Хушіш і в Хулан аль-Тіал, Байт Бавс і Бані Бахлул. 
Цей титул «аль-абна'» міг бути коренем титулу « аль-абна' (Абна ад-Даула)», який використовувався для позначення впливових персів Багдада в період Аббасидів .  «Абна», зафіксований у деяких конфліктах між арабами Хорасана в період Омеядів, не пов’язаний з абна’ Ємену. 

## Дивіться також
- легенда Кісра